# Ромбеж (Цехановський повіт)
Ромбеж (пол. Rąbież) — село в Польщі, у гміні Опіноґура-Ґурна Цехановського повіту Мазовецького воєводства.
Населення — 116 осіб (2011).
У 1975-1998 роках село належало до Цехановського воєводства.

## Демографія
Демографічна структура станом на 31 березня 2011 року:
|          | Загалом | Допрацездатний вік | Працездатний вік | Постпрацездатний вік |
| -------- | ------- | ------------------ | ---------------- | -------------------- |
| Чоловіки | 61      | 22                 | 38               | 1                    |
| Жінки    | 55      | 12                 | 34               | 9                    |
| Разом    | 116     | 34                 | 72               | 10                   |